# الإمبراطورة كوغيوكو
الإمبراطورة كوغيوكو (باليابانية: 皇極天皇 كوغيوكو تينو) وتعرف أيضا باسم الإمبراطورة سايمي (斉明天皇 كوغيوكو تينو) هي الإمبراطورة الخامسة والثلاثون في اليابان حسب قائمة أباطرة اليابان. حيث كانت ثاني إمبراطورة في السلالة الحاكمة.